# 小本田絵舞
小本田 絵舞（こもとだ えまい）は、日本の漫画家。女性。主に成年向け雑誌で活動。
楠桂のアシスタント等を経て1987年に作家デビュー。

## 単行本リスト
- 「エロガク」（少年画報社）2009年6月19日
- 「ストレートに恋して」（竹書房）2006年1月17日
- 「ヴィーパラ（Venus Paradise）」（集英社）2005年6月17日
- 「微熱の時間」（竹書房）2002年12月7日
- 「Ladyプワゾン」（竹書房）2000年3月
- 「小本田絵舞作家単行本」（宙出版）2004年10月
- 「緑鳴館」（エンジェル出版） 1999年8月
- 「秘書でございます」（双葉社）2001年5月
- 「緑鳴館 2」（エンジェル出版） 2000年7月
- 「超倫子さん」（竹書房） 2000年1月
- 「夜的少女式」（双葉社）2004年9月11日
- 「わがままレイディ」（フランス書院）1991年5月
- 「あなたにジャストフィット」（双葉社）2004年12月11日
- 「OTOME SAURUS」（桃園書房） 1995年1月
- 「情報屋EE」（桃園書房）2000年1月
- 「マキが来る」（桃園書房）2000年6月
- 「教えてアイリーン 1」（ぶんか社） 2000年1月
- 「となりの美咲さん 2」（ぶんか社）2001年2月
- 「どっちにするの」（フランス書院）1992年8月
- 「マニアな彼女 1」（芳文社） 2003年8月4日
- 「夜的少女式」（エンジェル出版） 2000年12月
- 「天下をとろう」(コアマガジン） 1995年11月
- 「愛は洪水」 （大洋図書） 1989年2月
- 「えまいず ぱあてい」（大洋図書）1990年2月
- 「誘ってほしいよん」（ワニマガジン社）1993年4月
- 「マテリアル・ガール」（ワニマガジン社） 1995年3月
- 「となりの美咲さん 1」（ぶんか社） 1999年7月
- 「女王志願と牝犬」 （久保書店）2000年6月
- 「もぎたて桃娘」（双葉社） 2003年4月
- 「となりの美咲さん 3」（ぶんか社） 2002年8月22日
- 「あしはまファミリー計画」（角川書店） 2000年9月
- 「キラナ <白衣の淫天使>」（エンジェル出版） 1999年12月17日
- 「眠れない上司と眠れる棒 1~3」（電書バト） 2023年2月01日
- 「ポンコツ悪役令嬢は腹黒ドS王子に愛される」（キルタイムコミュニケーション） 2023年11月17日